# Eplény
Eplény (németül: Epling) község Veszprém vármegyében, a Veszprémi járásban. Legismertebb nevezetessége a Síaréna Vibe Park, amely télen síelési lehetőséget, nyáron pedig libegőzést és túrázást kínál.

## Fekvése
Az Öreg-Bakonyban helyezkedik el, a megyeszékhely Veszprém északi szomszédságában, a város központjától 14 kilométerre; Zirctől 7 kilométerre délre.
Veszprémen kívül mindössze három községgel határos közvetlenül: észak felől Olaszfalu a szomszédja, délkelet felől Hajmáskér, nyugat felől pedig Lókút.
Közúton csak a két említett város felől érhető el, a 82-es főúton, mely a központján is keresztülhalad.
A hazai vasútvonalak közül a MÁV 11-es számú Győr–Veszprém-vasútvonala érinti, melynek a legközelebbi megállási pontja, a község nevét viselő Eplény vasútállomás a központtól jó 2 kilométerre délre helyezkedik el, Veszprém északi külterületei között. Nagyrészt eplényi területen húzódik a vasút lókúti alagútja.

## Története
Pontos információkról nem sokat tudni, de az valószínű, hogy külföldi-hazai telepesek alkottak itt először községet. Első földesura a zirci apát volt. Kápolnáját Szent Bernát tiszteletére szentelték fel, iskoláját Vajda Ödön építtette. Az eplényi mangánércbányát 1929-ben nyitották, magántársaság működtette 1933-ig, ettől kezdve Rimamurányi-Salgótarjáni Rt. tulajdonában volt, 1946-ban pedig államosították és az Ércbányászati Nemzeti Vállalat része lett. A bányát fejlesztették, új függőleges aknát létesítettek, új munkásfürdőt építettek, kompresszorállomást, vízvezeték rendszert hoztak létre. Ezzel az eplényi bányaüzem egy korszerű 30 ezer tonna termelési kapacitású kisüzemmé vált. 1967-ben a Budapesti Ércfeltáró Vállalat működtette a bányát. Abban az évben százhúsz bányász, illetve kisegítő jutott így megélhetéshez. Ezt a termelési szintet tartani tudták 1970-ig, amikor a bányászati körülmények nehezedtek, a műveleteket a mélyebb területen a nyugalmi karsztvíz szintje alatt kellett végezni. A szükségessé váló vízkiemelés miatt a termelési költségek növekedtek, az ércdúsítási kísérletek eredménytelenek voltak.  Eleinte még gondot fordítottak a bánya fejlesztésére, később viszont erre már alig törekedtek, mert a mangánérc-készlet kimerülőfélben volt. 1975-ben a bánya bezárása mellett döntöttek, amelyhez a Központi Földtani Hivatal a megmaradt ércvagyon miatt nem járult hozzá, így a bánya tartós szüneteltetése következett be. Az eplényi bánya 43 évig működött, ezen idő alatt 740 ezer tonna ércet termeltek. A bányát 1979-ben zárták be végleg.

## Közélete

### Polgármesterei
| Név          | Párt       | Terminus  | Megjegyzés / Források                                                                             |
| ------------ | ---------- | --------- | ------------------------------------------------------------------------------------------------- |
| Varga István | nem ismert | 1990–1991 | Zirc részeként, a település csak 1992 óta különálló község, a testületben Fiskál János képviselte |
| Fiskál János | független  | 1992–     | Az 1992-es időközi választás eredményei eddig még nem kerültek elő                                |
| Fiskál János | független  | 1992–     | Az 1994-es választási eredmények:                                                                 |
| Fiskál János | független  | 1992–     | Az 1998-as választási eredmények:                                                                 |
| Fiskál János | független  | 1992–     | A 2002-es választási eredmények:                                                                  |
| Fiskál János | független  | 1992–     | A 2006-os választási eredmények:                                                                  |
| Fiskál János | független  | 1992–     | A 2010-es választási eredmények:                                                                  |
| Fiskál János | független  | 1992–     | A 2014-es választási eredmények:                                                                  |
| Fiskál János | független  | 1992–     | A 2019-es választási eredmények:                                                                  |
| Fiskál János | független  | 1992–     | A 2024-es választási eredmények:                                                                  |

## Népesség
A település népességének változása:
| Lakosok száma | 516  | 505  | 491  | 515  | 506  | 520  | 522  |
|               | 2013 | 2014 | 2015 | 2021 | 2022 | 2023 | 2024 |

A 2011-es népszámlálás során a lakosok 68%-a magyarnak, 1,1% németnek, 0,2% horvátnak, 0,2% lengyelnek mondta magát (32% nem nyilatkozott; a kettős identitások miatt az végösszeg nagyobb lehet 100%-nál). A vallási megoszlás a következő volt: római katolikus 47,2%, református 2,7%, evangélikus 1,1%, felekezeten kívüli 10,7% (37,9% nem nyilatkozott).
2022-ben a lakosság 89,5%-a vallotta magát magyarnak, 1,4% németnek, 0,6% cigánynak, 3,6% egyéb, nem hazai nemzetiségűnek (10,3% nem nyilatkozott; a kettős identitások miatt a végösszeg nagyobb lehet 100%-nál). Vallásuk szerint 34,8% volt római katolikus, 6,9% református, 1,2% evangélikus, 0,6% görög katolikus, 1,2% egyéb keresztény, 9,7% felekezeten kívüli (45,1% nem válaszolt).

## Nevezetességei

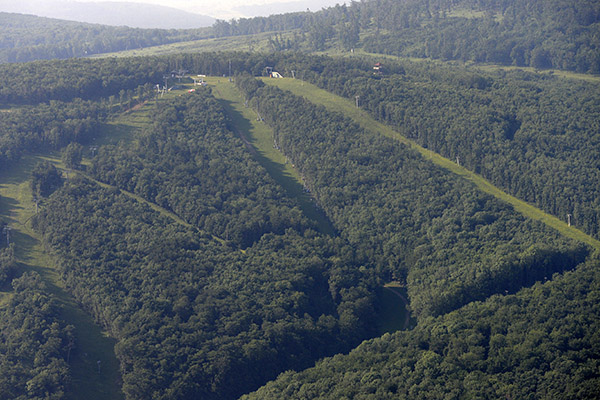
Eplény, sípálya légi felvételen

Eplény mellett található Magyarország egyik legmodernebb síterepe, a Sí-aréna, ahol 2009 decembere óta használható az ország első négyüléses sífelvonója. A pálya környezetében és a tanösvényen a Bakony számos védett növénye látható.